# Skiatophytum
Skiatophytum là chi thực vật có hoa trong họ Aizoaceae.